# Кожевников, Семён Григорьевич
Семён Григорьевич Кожевников (15 апреля 1913 года, станица Андрюки, Майкопский отдел, Кубанская область — 10 января 1990 года, Саласпилс, Латвийская ССР) — бригадир комплексной бригады управления строительства «Даугавагэсстрой» Министерства энергетики и электрификации СССР, Латвийская ССР. Герой Социалистического Труда (1971).

## Биография
Родился в 1913 году в крестьянской семье в станице Андрюки Кубанской области. С 1941 года участвовал в Великой Отечественной войне. Воевал в составе 242-го стрелкового полка 104-й стрелковой дивизии. В августе 1941 года во время сражения в Карелии был взят в плен, находился в лагере военнопленных № 315 в Суомуссалми в Финляндии.
После войны трудился на строительстве ГЭС в станице Белореченской, затем — на строительстве Каунасской ГЭС. За выдающиеся трудовые результаты был награждён в 1960 году Орденом Трудового Красного Знамени. С февраля 1961 года возводил первую очередь каскадов ГЭС на реке Даугава в Огрском районе Латвийской ССР. Был назначен бригадиром комплексной бригады треста «Даугавагэсстрой».
Внёс несколько рационализаторских предложений, в результате чего значительно увеличилась производительность труда. Во время Восьмой пятилетки (1966—1970) бригада под руководством Семёна Кожевникова ежедневно перевыполняла производственные задания. За высокие трудовые результаты в годы пятилетки бригада удостоилась почётного звания «Бригада коммунистического труда». Семён Кожевников за выдающиеся трудовые достижения во время строительства плотины Плявиньской ГЭС был награждён в 1969 году вторым Орденом Трудового Красного Знамени.
В 1970 году бригада Семёна Кожевникова досрочно выполнила коллективное социалистическое обязательство и производственные задания Восьмой пятилетки. Указом Президиума Верховного Совета СССР от 20 апреля 1971 года удостоен звания Героя Социалистического Труда «за особые заслуги в выполнении заданий пятилетнего плана по развитию энергетики страны» с вручением ордена Ленина и золотой медали Серп и Молот.
В последующие годы принимал участие в строительстве Рижской ГЭС.
Избирался депутатом Стучкинского районного Совета народных депутатов.
После выхода на пенсию проживал в Саласпилсе, где скончался в 1990 году. Похоронен на Старом кладбище в Саласпилсе.
Награды и звания
- Герой Социалистического Труда
- Орден Ленина
- Орден Отечественной войны 2 степени (11.03.1985)
- Орден Трудового Красного Знамени (17.08.1960; 28.03.1969)
- Заслуженный строитель Латвийской ССР (1965)